# 费科库尔
费科库尔（法語：Fécocourt，法語發音：[fekɔkuʁ]）是法国默尔特-摩泽尔省的一个市镇，位于该省南部，属于图勒区。

## 地理
费科库尔（48°24'16"N, 6°0'30"E）面积7.86 平方千米，位于法国大東部大區默尔特-摩泽尔省，该省份为法国东北部内陆省份，是洛林的一部分，北邻比利时、卢森堡，北起顺时针与摩泽尔省、下莱茵省、孚日省和默兹省接壤。
与费科库尔接壤的市镇（或旧市镇、城区）包括：伯沃赞、多马里厄尔蒙、格里蒙维莱、皮尔内、特拉蒙拉叙、旺德莱维尔。

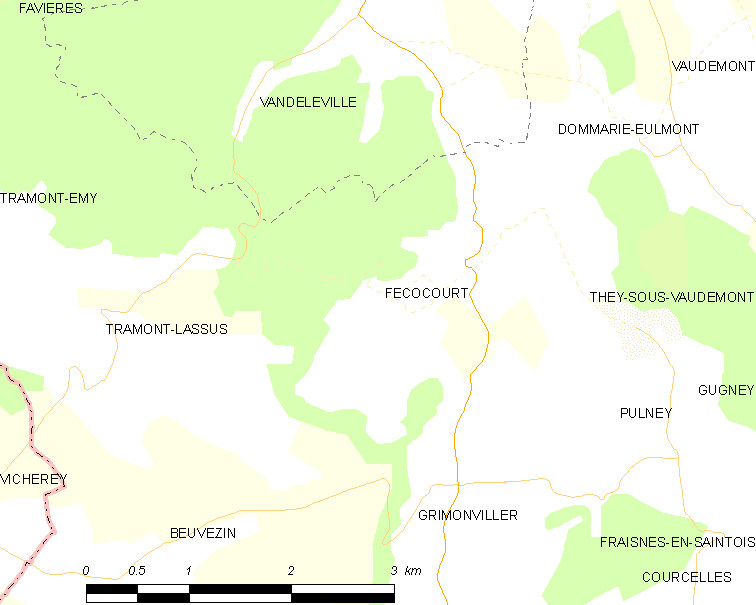
费科库尔的OSM定位图

费科库尔的时区为UTC+01:00、UTC+02:00（夏令时）。

## 行政
费科库尔的邮政编码为54115，INSEE市镇编码为54190。

## 政治
费科库尔所属的省级选区为梅讷欧桑图瓦县。

## 人口

1962-2008年间费科库尔人口变化图示

费科库尔于2022年1月1日时的人口数量为106人。